# Pedanía
Una pedanía es una entidad inframunicipal de carácter territorial que, según los países, otorga autonomía de gobierno o control sobre determinados derechos de aquellos. Su representante dependiendo del país es el alcalde pedáneo, el delegado municipal o el corregidor.

## Regulación por países

### España

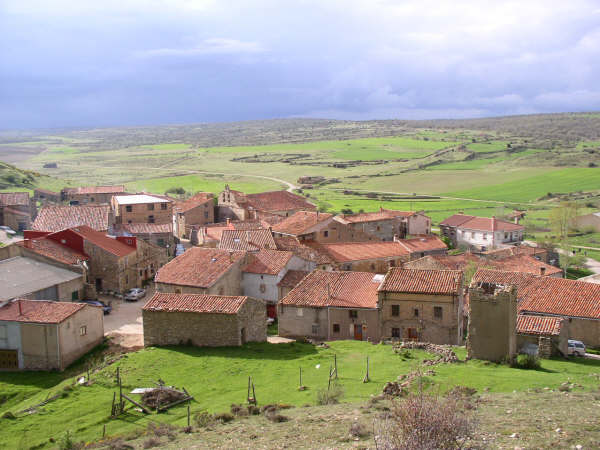
Clares, pedanía del municipio de Maranchón, en la provincia de Guadalajara.

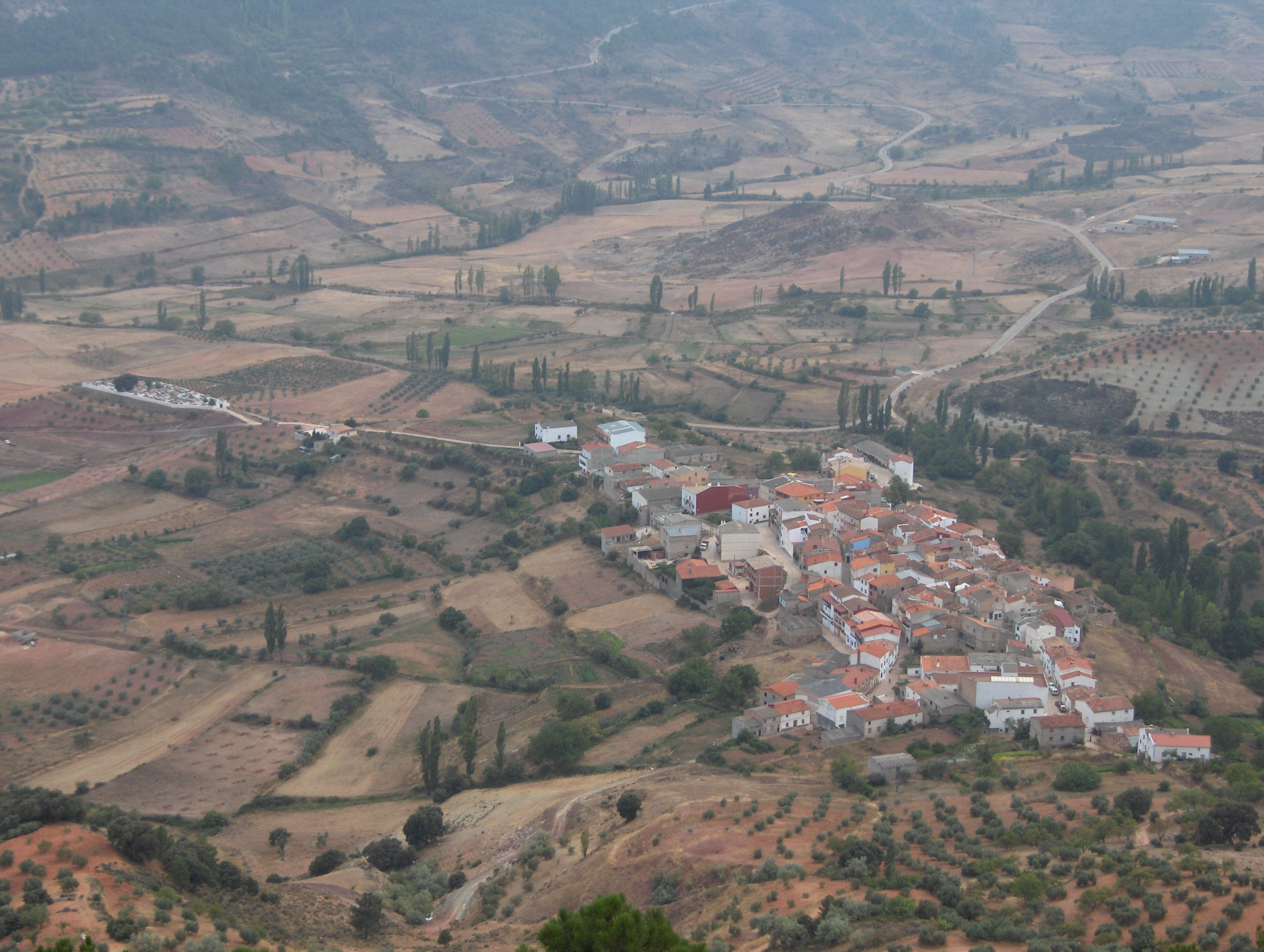
La Vegallera, pedanía del municipio de Molinicos, en la Provincia de Albacete.

En España es una entidad local menor dependiente de un municipio que puede gozar o no de mayor o menor autonomía con respecto de este. En todo el país existen más de tres mil entidades locales menores.
Si poseen autonomía, se han de regular por el artículo 45 de la Ley de Bases de Régimen Local:
- La entidad habrá de contar con un órgano unipersonal ejecutivo de elección directa (alcalde pedáneo).

- Asimismo deberá contar con órgano colegiado de control, cuyo número de miembros no podrá ser inferior a dos ni superior al tercio del número de concejales que integren el respectivo Ayuntamiento. La designación de los miembros del órgano colegiado de la Pedanía se hará de conformidad con los resultados de las elecciones para el Ayuntamiento en la Sección o Secciones constitutivas de la circunscripción para la elección del órgano unipersonal. No obstante, podrá establecerse el régimen de concejo abierto.

- Los acuerdos sobre disposición de bienes, operaciones de crédito y expropiación forzosa deberán ser ratificados por el Ayuntamiento.

Además, suelen ser de carácter rural. La división en pedanías es característica, por ejemplo, de las regiones o provincias de Asturias, Burgos, Cantabria, León y Galicia (concretamente en Galicia y Asturias son las parroquias rurales las entidades naturales reales y básicas), de Andalucía o de la Región de Murcia, con varios municipios que rozan o incluso superan los 1000 km² de extensión aunque también se da en lugares de reciente formación relativa (anterior al siglo XX) por traslado de competencias históricas en lugares más poblados como el caso de Isla Cristina con La Redondela en la provincia de Huelva, ya que los nuevos núcleos del siglo XX suelen segregarse directamente de sus municipios matrices.

#### Región de Murcia
En la Región de Murcia y las comarcas limítrofes de otras provincias es típica la distribución municipal en forma de núcleo urbano más pedanías. Como ejemplo, mientras que la región está compuesta por 45 municipios, el de Murcia tiene 54 pedanías, Lorca 39 y Cartagena 25. En estos últimos municipios las pedanías reciben el nombre de «diputaciones». Este hecho hace que por ejemplo haya pedanías de Lorca a más de 40 km de distancia de la capital municipal.
Como dato curioso se puede citar a El Palmar, que cuenta con una población de 21 409 habitantes (2007) superando con creces a otras localidades que sí poseen ayuntamiento propio. En cuanto a la historia más reciente, cabe destacar como pedanías separadas en los años 1980 de su localidad matriz a Los Alcázares, cuyo territorio estaba encuadrado en los municipios de Torre Pacheco y San Javier.
En 2008 continúan de igual forma las peticiones más o menos formales de secesión por parte de pedanías con entidad suficiente como El Palmar (Murcia), Almendricos (Lorca), El Algar (Cartagena) o La Manga del Mar Menor, subdividida en dos partes pertenecientes a Cartagena y San Javier, así como la unión de los municipios y pedanías costeras del Mar Menor en un único Ayuntamiento del Mar Menor.

#### Comunidad Valenciana
Lo mismo que en la Región de Murcia sucede con muchos municipios de la Comunidad entre los que destaca Orihuela, dentro de la provincia de Alicante, con sus 26 pedanías.
Como dato curioso se puede citar a Pilar de la Horadada, 22 555 habitantes (2010), que se secesionó del municipio de Orihuela, situado este a 32 km de su antigua cabecera municipal.

### Argentina
En Argentina, las pedanías son conocidas como delegaciones municipales. Su representante es el delegado municipal (alcalde pedáneo). 
El país (cuya principal autoridad es el presidente) se divide en provincias (cuyas principales autoridades son los gobernadores, uno por cada provincia). A su vez, las provincias se dividen en municipios. Cada municipio (llamado partido en la Provincia de Buenos Aires) tiene una ciudad cabecera o capital donde reside el intendente (quien gobierna el municipio). Luego, si ese municipio tiene otras localidades, cada una de ellas es representada por su correspondiente delegado municipal, el cual se encarga de obras menores. 
Un caso especial se da en la Provincia de Córdoba, donde las pedanías son las subdivisiones de los departamentos. Como carecen de órganos de gobierno, su función es principalmente catastral. Para una lista de las mismas, véase Anexo:Pedanías de la Provincia de Córdoba (Argentina).

### Chile
En el régimen municipal existen dos formas legales de pedanía o subdivisión territorial oficiosa de un municipio:
- Unidades vecinales: establecidas en el art. 118 inciso 7° de la Constitución y 5 letra j de la Ley Orgánica Constitucional de Municipalidades (LOCM), su objetivo es propender a un desarrollo equilibrado y a una adecuada canalización de la participación ciudadana. Su principal órgano de expresión ciudadana es la Junta de vecinos.
- Delegación municipal: el art. 118 inc. 3° constitucional establece la posibilidad de que el alcalde designe delegados para el ejercicio de las funciones municipales en localidades de la comuna. A su vez, el art. 68 LOCM establece que esa función puede encomendarse a funcionarios municipales o ciudadanos, debiendo señalar el decreto alcaldicio de delegación las facultades que confiere, el plazo y el ámbito territorial de competencia del delegado, con comunicación al delegado presidencial provincial.

### Colombia
De acuerdo, al ordenamiento territorial colombiano, los concejos municipales pueden dotar a sus centros poblados de funciones administrativa bajo la figura de corregimiento.

### México

#### Agencia municipal
En estados como Oaxaca, las localidades que no son cabecera municipal, es decir, no son sede de los poderes del municipio, teniendo entonces un papel administrativo secundario, reciben el nombre de agencias municipales. De acuerdo con la Ley Orgánica Municipal de Oaxaca deben tener una población mayor a 10 000 habitantes.

#### Delegación
En estados como Baja California, Baja California Sur, Jalisco y parte de Sonora, los municipios se dividen en delegaciones, encabezadas por un delegado municipal.

#### Presidencia de Comunidad
En el estado de Tlaxcala los poblados dependientes de la cabecera municipal que cuentan con más de mil habitantes tienen el derecho de elegir, con base en los usos y costumbres de la circunscripción, a un presidente de comunidad. Una de las potestades más importantes de estos funcionarios es la de intervenir en las sesiones del Ayuntamiento como regidor, con voz y voto. Sin embargo, el 7 de octubre de 2015 el Congreso de dicha entidad política dispuso reformar la figura de los presidentes de comunidad, de modo que han perdido tanto su carácter de regidores ante el cabildo municipal como su facultad de voto. A consecuencia de lo cual varios presidentes de comunidad se han inconformado ante el Palacio Legislativo tlaxcalteca.

#### Sindicatura
En estados como Sinaloa, los municipios se dividen en entidades menores llamadas sindicaturas y éstas en comisarías.

#### Comisaría
En estados como Sonora y Yucatán, algunos municipios se subdividen en entidades no territoriales, pero sí poblacionales, llamadas comisarías. Se le da el nombramiento de comisaría a una localidad cuando sus pobladores lo piden por escrito ante el gobierno municipal, reuniendo requisitos para lograr el nombramiento, adquiriendo como autoridad a un comisario designado por el ayuntamiento por un periodo de tres años.